# Гладкий скат-бабочка
Гладкий скат-бабочка (лат. Gymnura marmorata) — вид рода скатов-бабочек семейства гимнуровых отряда хвостоколообразных. Эти скаты обитают в прибрежных водах Атлантического океана. Ведут донный образ жизни, встречаются на глубине до 40 м. Грудные плавники скатов-бабочек образуют диск, ширина которого намного превосходит длину. Шип у основания хвоста отсутствует. Позади глаз расположены брызгальца. Максимальная зарегистрированная ширина диска 137 см. Эти скаты охотятся в основном на костистых рыб и ракообразных. Дорсальная поверхность диска коричневого цвета. Размножение происходит путём яйцеживорождения. Эмбрионы развиваются в утробе матери, питаясь желтком и гистотрофом. Представляют незначительный интерес для коммерческого промысла, регулярно попадаются в качестве прилова.

## Таксономия
Впервые новый вид был описан в 1864 году как Pteroplatea micrura. Видовой эпитет происходит от слов  μικρός и др.-греч. οὐρά — «хвост».

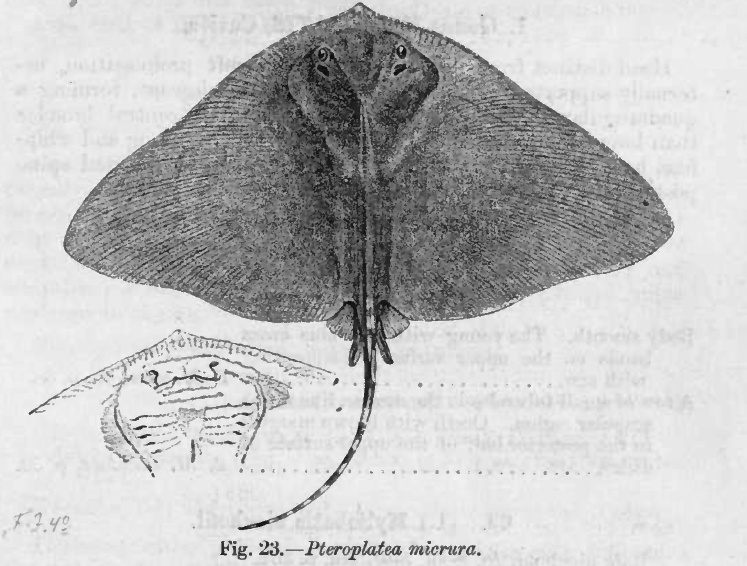
Оригинальное изображение гладкого ската-бабочки.

## Ареал
Гладкие скаты-бабочки обитают в восточной  и западной части Атлантического океана у берегов Белиза, Бразилии, Венесуэлы, Боливии, Колумбии, Конго, Коста-Рики, Французской Гвианы, Гамбии, Гватемалы, Гайаны, Гондураса, Мексики, Никарагуа, Панамы, Сенегала, Сьерра-Леоне, Суринама, Тринидада и Тобаго и США (Алабама, Флорида, Джорджия, Луизиана, Мерилэнд, Миссисипи, Северная и Южная Каролина, Техас, Вирджиния). Они встречаются в прибрежных зонах на континентальном шельфе на глубине до 40 м. Предпочитают дно с мягким грунтом. Заплывают в солоноватые воды эстуариев рек.

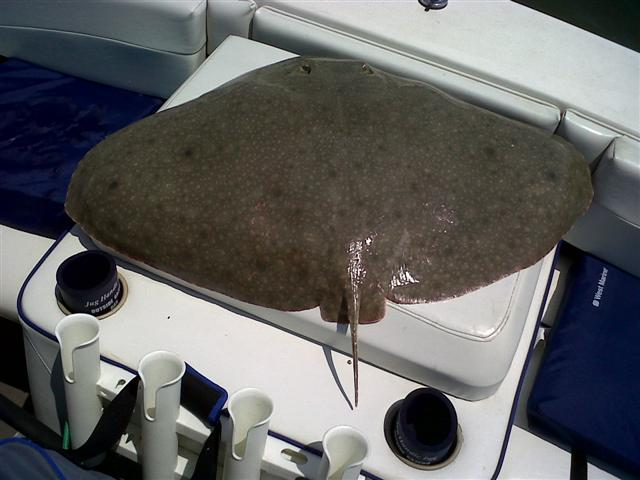

## Описание
Грудные плавники скатов-бабочек сливаются с головой, образуя ромбовидный диск. Они вытянуты в виде широких «крыльев», превосходящих длину диска. Рыло короткое и широкое с притуплённым кончиком, немного выступающим за края диска. На вентральной стороне диска расположены довольно крупный изогнутый рот, ноздри и 5 пар жаберных щелей. Между ноздрями пролегает кожаный лоскут. Зубы мелкие, узкие и заострённые. Брюшные плавники маленькие и закруглённые.
Хвост нитевидный. Хвостовой, анальный и спинные плавники отсутствуют. На конце хвостового стебля имеются дорсальный и вентральный гребни, шип у основания хвоста отсутствует. Окраска дорсальной поверхности диска серо-коричневого цвета. Хвост покрыт тёмными полосами. Кожа лишена чешуи. Максимальная зарегистрированная ширина диска 137 см, в среднем длина достигает 90 см.

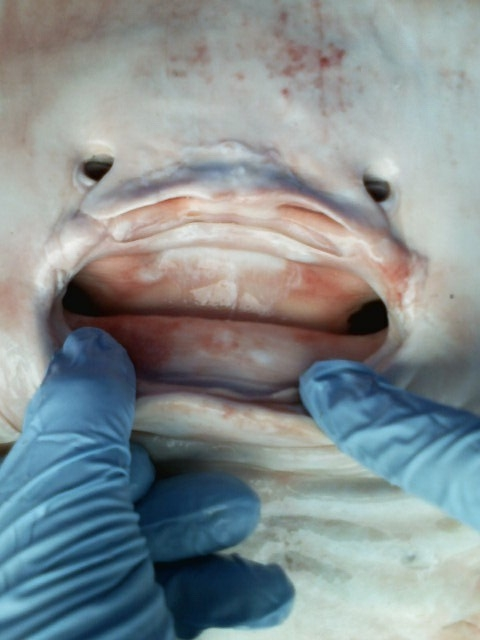
Рот и ноздри гладкого ската-бабочки.

## Биология
Подобно прочим хвостоколообразным гладкие скаты-бабочки размножаются яйцеживорождением. Эмбрионы развиваются в утробе матери, питаясь желтком и гистотрофом. В помёте 6—8 новорожденных длиной 16—22 см. Самцы и самки достигают половой зрелости при ширине диска 42 и 50 см. Основную часть рациона гладких скатов-бабочек составляют костистые рыбы, двустворчатые моллюски, креветки, крабы, а также полихеты.

## Взаимодействие с человеком
Эти скаты представляют незначительный интерес для коммерческого рыболовства. Иногда гладкие скаты-бабочки попадаются в качестве прилова при коммерческом промысле с помощью тралов, процент выживаемости среди пойманных и выпущенных рыб довольно высок. Данных для оценки Международным союзом охраны природы статуса сохранности вида недостаточно